# Prosper Crabbe
Jacques Emmanuel Prosper Crabbe (Brussel, 3 maart 1827 - Ukkel, 17 juli 1889) was een Belgisch senator.

## Biografie

### Familie
Crabbe was een zoon van slager Emmanuel Crabbe en Anne Taymans. Hij trouwde in 1859 in Brussel met Clémence Allard. Hij was een schoonbroer van Alphonse Allard, bankier en directeur van de Munt, en Victor Allard, bankier, senator en vicegouverneur van de Nationale Bank van België.
Het echtpaar Crabbe-Allard kreeg een zoon en twee dochters, met afstammelingen tot heden. Ze waren de schoonouders van Lucien Nothomb (1856-1919), zoon van Alphonse Nothomb, en Armand Bernardini, Franse journalist en collaborateur.
Na zijn overlijden trouwde Clémence in 1895 met baron Léon du Mesnil de Saint-Front. Het huwelijk bleef kinderloos.

### Loopbaan
Crabbe promoveerde tot kandidaat in de wijsbegeerte en letteren aan de Université libre de Bruxelles (1845-1847). Hij werd wisselagent op de beurs van Brussel en financieel raadgever bij André Langrand-Dumonceau.
Hij was ook actief als financieel verslaggever voor Journal de Bruxelles, L'Indépendance belge en L'Etoile belge. Hij werkte ook mee aan het Brusselse weekblad Le Messager du dimanche.
In 1884 werd hij verkozen tot liberaal senator voor het arrondissement Aarlen-Virton. Bij oefende dit mandaat uit tot aan zijn dood.
Hij was bestuurder in een aantal vennootschappen, vaak in het kielzog van Langrand-Dumonceau, waaronder:
- Compagnie du chemin de fer Hainaut et Flandres,
- Société de construction de chemin de fer,
- Banque française et italienne,
- Banque de Belgique,
- Papéteries de Zaventem,
- Tramways de Francfort-sur-le-Main,
- Crédit général de Belgique,
- Assurances belges (voorzitter-stichter).

### Kunstliefhebber
Crabbe bezat een aanzienlijke collectie werken van oude en hedendaagse meesters. Ze werd geveild in Parijs in juni 1890 en werd zo belangrijk geacht dat ze onder de aandacht van Amerikaanse verzamelaars werd gebracht door, naast een Franse, ook een Engelse catalogus te publiceren.
Het was inderdaad een indrukwekkende collectie, waarvan de meeste stukken in grote musea zijn terechtgekomen. Zo had hij in zijn collectie van oude meesters werk van Rembrandt, Rubens (een half dozijn), Boucher, Guardi, Frans Hals, Nattier, Van Ostade, Ruisdael en David Teniers. Onder de hedendaagse meesters bezat hij werk van Corot, Delacroix, Géricault, Meissonnier, Millet en de Belgen Leys, Stevens en Verboeckhoven.